# Cidadap (Cingambul)
Cidadap is een bestuurslaag in het regentschap Majalengka van de provincie West-Java, Indonesië. Cidadap telt 2433 inwoners (volkstelling 2010).